# Mitrí Ráheb
Mitrí Ráheb (en árabe: متري الراهب‎, romanizado: Mitrí al-Ráheb, Belén, 26 de junio de 1962) es un pastor luterano, teólogo, escritor y activista social palestino, reconocido por su labor en la crítica del uso político y teológico de la Biblia en el contexto del sionismo cristiano.
Nacido y radicado en Belén, ha desarrollado su ministerio y activismo en medio de complejos escenarios geopolíticos y religiosos. Su vida y carrera se han caracterizado por un compromiso con la paz, la justicia y la coexistencia en el contexto del conflicto israelo-palestino. A lo largo de su trayectoria, ha desempeñado un papel crucial en la promoción de la identidad cultural palestina a través de la educación artística, así como en la crítica a la ocupación israelí de territorios palestinos. Ráheb es reconocido no solo por su labor religiosa, sino también como un defensor activo de los derechos humanos y la justicia social en la región.
Su obra literaria y su participación en iniciativas comunitarias le han conferido reconocimiento tanto en el ámbito local como internacional. Ráheb ha cuestionado las narrativas occidentales que justifican la colonización de Palestina a través de interpretaciones bíblicas. Su perspectiva integra elementos históricos, políticos y espirituales para abogar por la justicia y la resistencia de su pueblo.

## Biografía

### Primeros años y formación académica
Ráheb nació en un entorno marcado por el conflicto y la ocupación en Palestina, en un contexto de diversidad religiosa y conflicto político en el que la interpretación de la Biblia ha sido instrumentalizada para fines políticos. Desde una edad temprana, fue testigo de los estragos de la violencia, recordando cómo los aviones israelíes sobrevolaban su hogar durante la Guerra de los Seis Días en 1967.
Desde temprana edad, se comprometió con la labor pastoral y educativa, consolidando su vocación en una región marcada por tensiones históricas. Creció en un lugar emblemático para el cristianismo, donde la presencia cristiana estaba disminuyendo, lo que influyó en su compromiso con su comunidad. Se graduó en teología evangélica en la Universidad de Marburgo (Alemania), donde profundizó en su comprensión del cristianismo y su papel en el mundo moderno. Tras completar su educación teológica, asumió el liderazgo de la iglesia evangélica luterana de la Navidad en Belén, donde ha sido pastor desde 1988.

### Carrera profesional y activismo

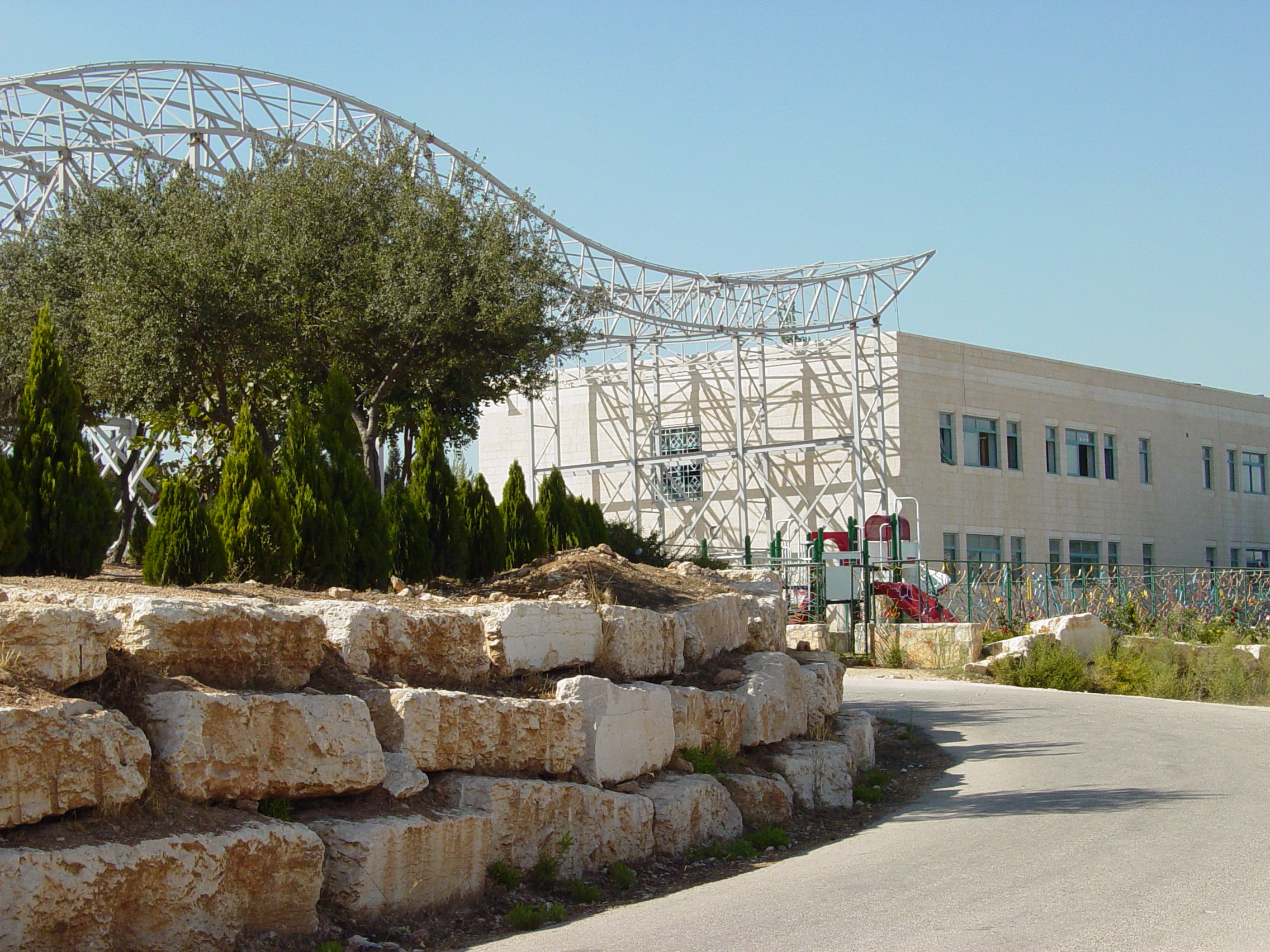
Universidad Dar al-Kalima

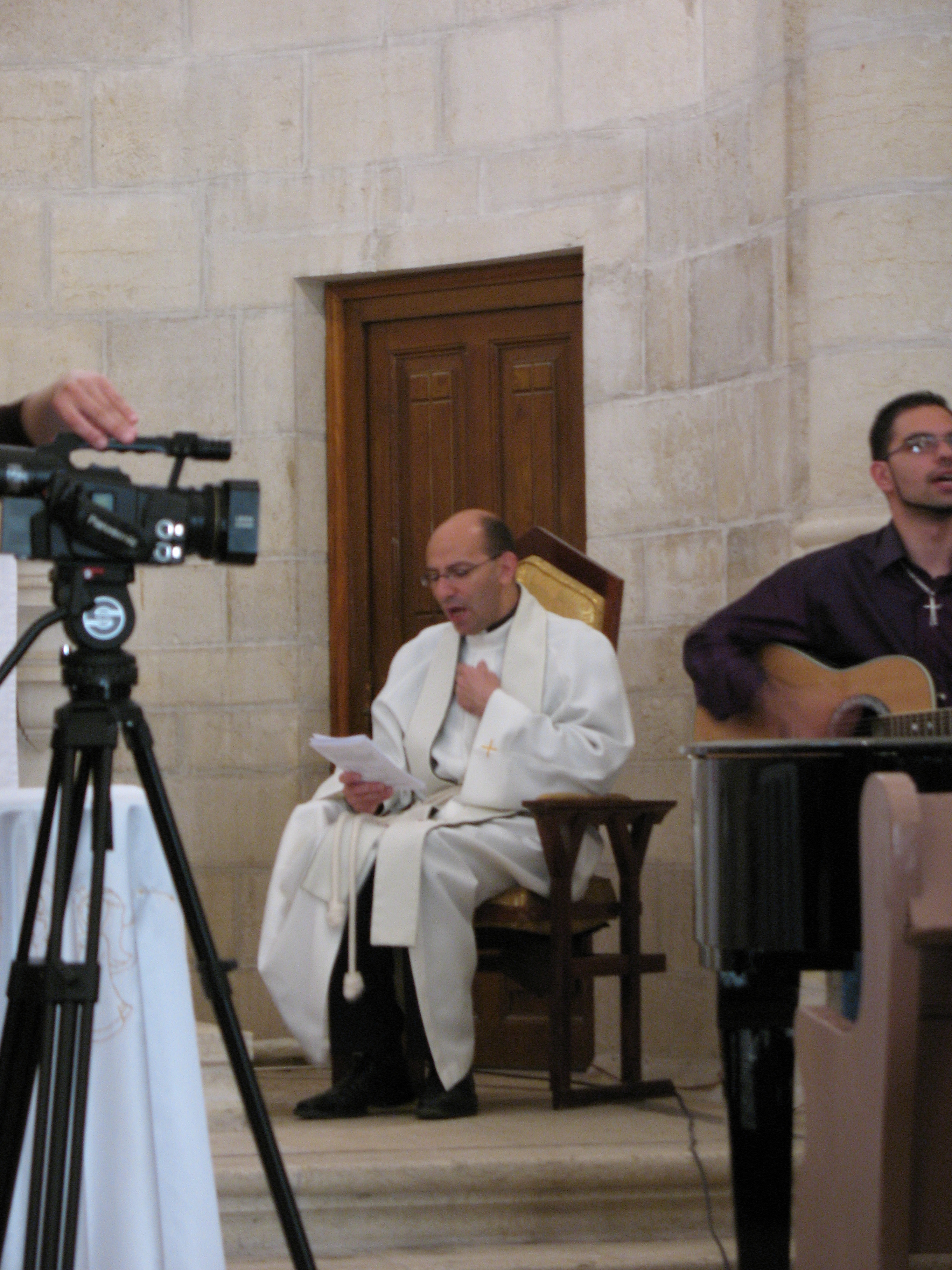
Ráheb en 2007, cantando en la iglesia evangélica luterana de la Navidad

Ráheb ha dedicado su vida a fomentar la convivencia pacífica entre judíos y palestinos, desafiando las narrativas de odio y conflicto en medio de desafíos constantes, evidenciados por episodios como el robo de su casa y automóvil durante la ocupación israelí en los años noventa.
En 1997, rechazó públicamente un informe del Gobierno israelí que afirmaba la persecución de cristianos bajo la Autoridad Nacional Palestina, calificándolo de propaganda. En 2001, fundó el Centro Diyar, que incluye la Universidad Dar al-Kalima, establecido oficialmente en 2006. Esta universidad se especializa en artes y cultura, ofreciendo programas en áreas como artes visuales, cine y teatro, y brindando un espacio donde los jóvenes palestinos pueden explorar y afirmar su identidad cultural. Su enfoque en la educación artística como forma de resistencia creativa ha sido fundamental en su trabajo, promoviendo la idea de que la cultura puede ser un vehículo para la paz y la coexistencia. Fue elegido en 2018 al Consejo Nacional Palestino, lo que refuerza su influencia en la arena política palestina.
Ráheb ha participado activamente en conferencias y foros internacionales, promoviendo la causa palestina y abogando por una paz justa. A lo largo de su carrera, ha estado involucrado en varias iniciativas para fomentar la convivencia pacífica, proponiendo una «fe de amor hacia el enemigo», que aboga por el perdón y el entendimiento como medios para construir puentes en lugar de muros. Además, ha transmitido un mensaje de esperanza y resistencia, afirmando: «Queremos que vivan, no que mueran, por Palestina». Su trabajo también se centra en cómo la ocupación israelí impacta desproporcionadamente a los cristianos palestinos, quienes enfrentan mayores dificultades debido a las tensiones políticas y sociales en la región.
Ráheb participó como autor en el T&T Handbook of Election, publicado en 2024 por el teólogo Edwin Christian van Driel. Su ensayo Election in Palestinian Theology forma parte de la sección que examina la evolución histórica de la doctrina de la elección. En este texto, Ráheb reflexiona sobre la elección de los cristianos palestinos y su relación con la elección de Israel. Plantea la cuestión de si la elección de la Iglesia debe ceder ante la elección de Israel o si ambas pueden coexistir en igualdad. Su enfoque busca superar la doctrina del reemplazo (supersesionismo), a la que considera una herejía, y reclama escuchar la voz de los cristianos palestinos en el debate teológico.

### Perspectiva teológica y social
Ráheb critica la utilización de conceptos bíblicos por parte de la derecha cristiana estadounidense para justificar el sionismo y la colonización de Palestina. Su análisis se extiende a la relación entre imperios y la interpretación de la Biblia, proponiendo una «lectura descolonizadora» que reivindica la historia y la tierra de los palestinos. Asimismo, sostiene que los cristianos no deben esperar una intervención divina, sino participar activamente en la construcción de una sociedad basada en la justicia. En declaraciones, ha comparado los procesos de colonización con narrativas bíblicas, resaltando la resistencia y resiliencia de su pueblo.

### Controversias
A pesar de ser un líder espiritual, Ráheb ha enfrentado acusaciones de antisemitismo por parte de diversas organizaciones judías. Estas acusaciones surgen principalmente de sus afirmaciones sobre la herencia judía y el derecho de Israel a existir, consideradas extremas y perjudiciales para el diálogo interreligioso. En una conferencia celebrada en 2010, afirmó que los árabes palestinos comparten ADN con figuras bíblicas como el rey David y Jesús, mientras que cuestionó la legitimidad del reclamo israelí sobre la Tierra Santa.

## Premios y reconocimientos

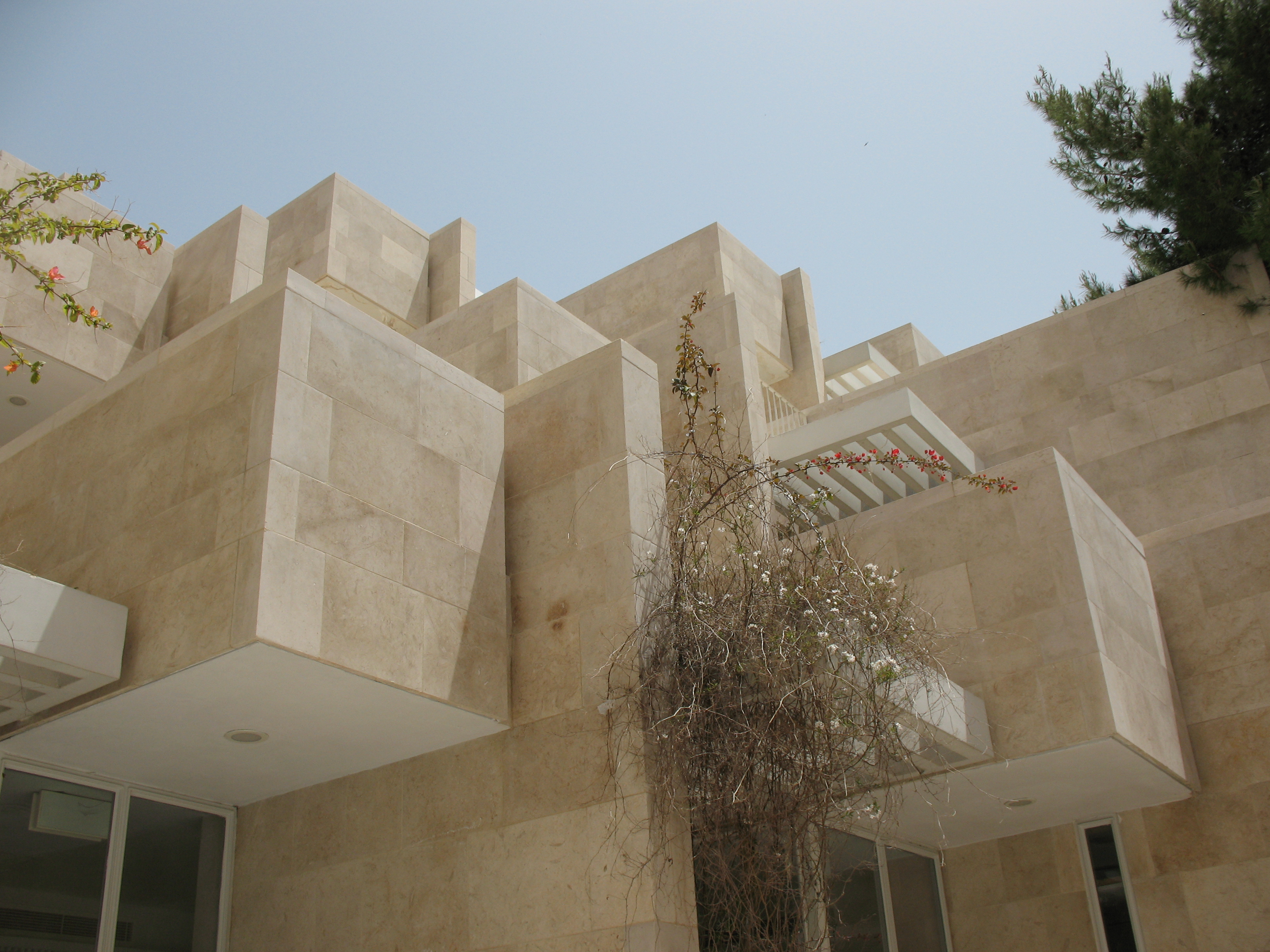
Centro Internacional de Belén

Ráheb es el fundador del Centro Internacional de Belén, una institución centrada en el desarrollo comunitario y en la educación, creando espacios para el diálogo y el entendimiento interreligioso. Su labor ha sido reconocida por su lucha por la paz en el Medio Oriente, destacando el premio Olof Palme en 2015, así como el premio de Medios Alemanes en 2012, que generó protestas debido a su imagen controvertida en relación con el conflicto israelo-palestino. En 2008, recibió el premio de la Paz de Aquisgrán, que compartió con la organización israelí Machsom Watch y el profesor Andreas Buro.

## Obras
Ráheb ha producido una serie de obras que reflejan su pensamiento teológico y su perspectiva sobre el conflicto en Palestina. Ha desarrollado una teología palestina, que busca afirmar la identidad y los derechos de los cristianos en medio del conflicto. Entre sus publicaciones más destacadas se encuentran reflexiones sobre la identidad palestina y la necesidad de un diálogo interreligioso significativo. Sin embargo, su enfoque ha sido criticado por algunos que consideran que sus argumentos teológicos carecen de una base sólida y no contribuyen al entendimiento entre las comunidades.
En su trabajo, Ráheb también ha abordado la teología del reemplazo, utilizando este concepto para argumentar que los cristianos palestinos son los verdaderos herederos del legado bíblico. Esta interpretación ha generado controversia, ya que algunos críticos la consideran divisiva y no fundamentada. Entre sus libros destacan:
- Decolonizing Palestine: The Land, the People, the Bible, en el cual critica el sionismo cristiano y propone una reinterpretación liberadora de los textos sagrados.[3][18]
- The Politics of Persecution, obra en la que desafía la narrativa occidental sobre la victimización de los cristianos en Medio Oriente y resalta la lucha y resiliencia de estas comunidades.[4]
- Bethlehem Besieged: Stories of Hope in Times of Trouble, donde recoge testimonios y relatos de esperanza en medio de la adversidad en Belén.[5][23]
- Faith in the Face of Empire: The Bible Through Palestinian Eyes, que ofrece una lectura crítica de la Biblia contextualizada en la historia y realidad política de Palestina.[6][9]
- Asimismo, es coautor de Bethlehem 2000, que explora la historia, cultura y tradiciones de Belén en el marco de los conflictos contemporáneos.[24]
- Election in Palestinian Theology, ensayo incluido en T&T Handbook of Election (2024). Reflexiona sobre la elección de los cristianos palestinos y su relación con la elección de Israel, con un enfoque en superar el supersesionismo.[17]
- Coautor de Kairos Palestine, documento que articula una teología de la liberación contextualizada en la situación de Palestina.[25]

Estas obras han contribuido a replantear las narrativas sobre Palestina y a cuestionar el uso político de la Biblia en debates contemporáneos.